# Erythroxylum davidii
Erythroxylum davidii är en tvåhjärtbladig växtart som beskrevs av D'arcy och Schanen. Erythroxylum davidii ingår i släktet Erythroxylum och familjen Erythroxylaceae. Inga underarter finns listade i Catalogue of Life.